# Temperatura sol-aire
Temperatura Sol-aire (Tsol-aire) es una variable que se utiliza para calcular la carga de refrigeración de un edificio y determinar la ganancia total de calor a través de las superficies exteriores. Es representada por la siguiente expresión:
| Símbolo               | Nombre                                                                        | Unidad |
| --------------------- | ----------------------------------------------------------------------------- | ------ |
| {\displaystyle q}     | Tasa de transferencia de calor                                                | W      |
| {\displaystyle A}     | Superficie de transferencia de calor                                          | m2     |
| {\displaystyle h_{o}} | Coeficiente de transferencia de calor por radiación (onda larga) y convección | W/m2K  |
| {\displaystyle T_{o}} | Temperatura ambiente exterior                                                 | °C     |
| {\displaystyle T_{s}} | Temperatura de la cara exterior                                               | °C     |

La ecuación anterior solo tiene en cuenta las diferencias de temperatura y hace caso omiso de dos parámetros importantes, que es 1) flujo de radiación solar, y 2) el intercambio de infrarrojos del cielo. El concepto de Tsol-airese introducen así para permitir que estos parámetros que deben incluirse dentro de un cálculo mejorado. Entonces la expresión sería:
| Símbolo                       | Nombre | Unidad |
| ----------------------------- | --- | ------ |
| {\displaystyle a}             | índice absortividad de la radiación solar (la absortancia solar de la superficie es el inverso de la reflectancia del material)  |        |
| {\displaystyle I}             | Irradiancia solar global (ej. radiación solar total diaria incidente en una superficie)                                          | W/m2   |
| {\displaystyle \Delta Q_{ir}} | Radiación infrarroja adicional debido a la diferencia entre la temperatura del aire exterior y la temperatura del cielo aparente | W/m2   |

{\displaystyle \Delta Q_{ir}=F_{r}*h_{r}*\Delta T_{o-cielo}}
El producto {\displaystyle T_{\mathrm {sol-aire} }} encontrado se puede utilizar para calcular la cantidad de transferencia de calor por unidad de área, como a continuación:

{\displaystyle {\frac {q}{A}}=h_{o}(T_{\mathrm {sol-aire} }-T_{s})}
Una ecuación equivalente y más útil para la pérdida de calor neto a través de toda la construcción es:
| Símbolo                            | Nombre                                                                                           | Unidad |
| ---------------------------------- | ------------------------------------------------------------------------------------------------ | ------ |
| {\displaystyle U_{c}}              | Transmitancia térmica U, según ISO 6946                                                          | W/m2K  |
| {\displaystyle T_{i}}              | Temperatura interior                                                                             | °C     |
| {\displaystyle \Delta T_{o-cielo}} | Diferencia entre la temperatura exterior de bulbo seco y la temperatura radiante media del cielo | °C     |

Por expansión de la ecuación por sustitución {\displaystyle T_{\mathrm {sol-aire} }} se deriva la siguiente ecuación de transferencia de calor:
| Símbolo               | Nombre | Unidad |
| --------------------- | --- | ------ |
| {\displaystyle F_{r}} | Factor de forma del elemento respecto de la bóveda celeste, es decir, la porción de bóveda celeste visible desde el elemento - {\displaystyle F_{r}} = 1 para un tejado horizontal no sombreado (toda la bóveda celeste irradia sobre el elemento) - {\displaystyle F_{r}} = 0,5 para un muro vertical no sombreado (sólo media bóveda celeste irradia sobre el elemento) |        |
| {\displaystyle h_{r}} | Coeficiente de transferencia de calor por radiación | W/m2K  |

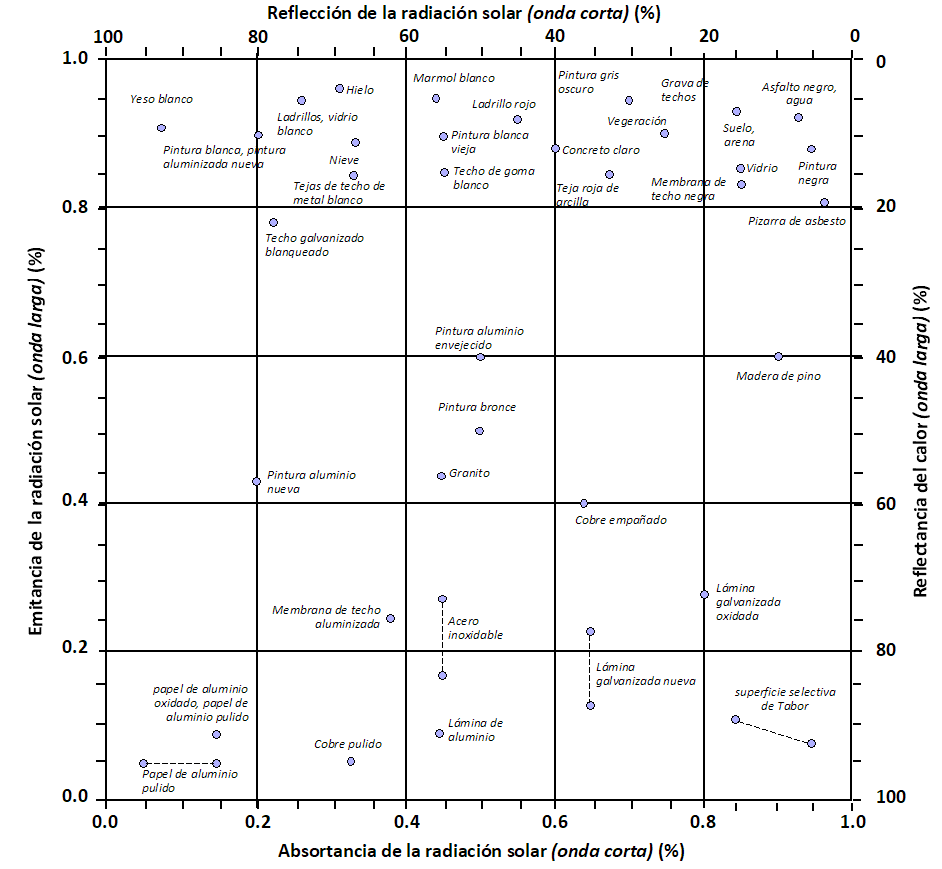
Nomograma que contrasta en cuatro ejes las propiedades de materiales de construcción de edificios ante la incidencia de la radiación solar. Sirve para la determinación de cargas térmicas de locales o temperaturas superficiales en cerramientos opacos.

La ecuación anterior se utiliza para las fachadas opacas en, y hace que el cálculo intermedio de {\displaystyle T_{\mathrm {sol-aire} }} innecesario. La ventaja principal de este último enfoque es que evita la necesidad de un nodo de diferente temperatura al aire libre para cada fachada. De este modo, el esquema de solución se mantiene simple, y las condiciones de radiación solar y el cielo de todas las fachadas se pueden agregar y se distribuye a los nodos de la temperatura interna como plusvalías o minusvalías.